# Svetoslav Petrov
Svetoslav Petrov (in bulgaro Светослав Петров?; Dobrič, 12 febbraio 1978) è un allenatore di calcio ed ex calciatore bulgaro.

## Carriera
Petrov comincia la sua carriera nella squadra della sua città, il Dobrudža, dove giocò tra il 1996 ed il 1999, per poi trasferirsi al CSKA Sofia, fino al 2004, infatti dopo 4 stagioni con i Soldati passa ai russi del Kuban'. Dopo esperienze anche in Azerbaigian e Cina, torna al CSKA Sofia.

## Palmarès

### Giocatore

#### Competizioni nazionali
- Campionato bulgaro: 1

CSKA Sofia: 2002-2003